# Amata orphana
Amata orphana är en fjärilsart som beskrevs av Piepus och Pieter Cornelius Tobias Snellen 1904. Amata orphana ingår i släktet Amata och familjen björnspinnare. Inga underarter finns listade i Catalogue of Life.